# Ectropothecium diminutum
Ectropothecium diminutum är en bladmossart som beskrevs av Edwin Bunting Bartram 1957. Ectropothecium diminutum ingår i släktet Ectropothecium och familjen Hypnaceae. Inga underarter finns listade i Catalogue of Life.